# Fox Walker
La Fox Fox Walker & Co. era una società inglese fondata nel 1864 per la costruzione di locomotive a vapore.

## Settori di attività

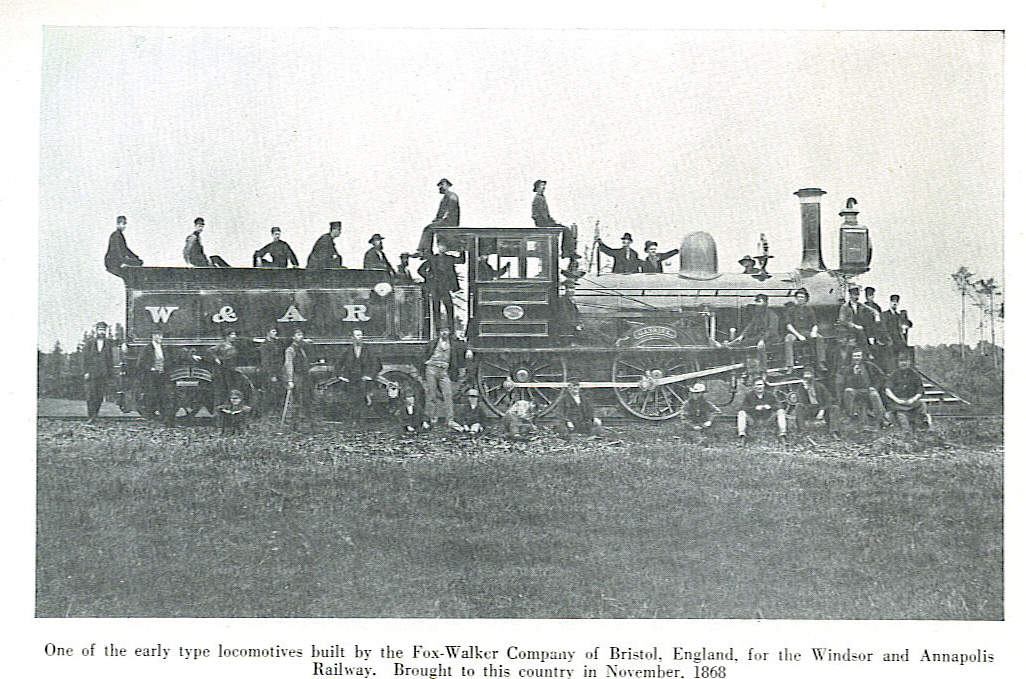
Locomotiva Gabriel della Windsor and Annapolis Railway a Kentville, Nuova Scozia, intorno al 1870

La produzione Fox Walker fu centrata sulla realizzazione di componenti e azionamenti a vapore fissi e mobili e soprattutto sulla fornitura di locomotive azionate da tale sistema, di cui furono realizzati in totale circa 410 esemplari fra il 1862 e il 1880. L'ultimo numero di lavorazione registrato fu il n. 424.
Alla costruzione di diversi motori stazionari si affiancò ben presto una pionieristica produzione di locomotive ad accumulatore di vapore destinate a compagnie quali la Eastern & Midlands, la Whitland & Cardigan, la Gwendraeth Valley e le Midland Railways.

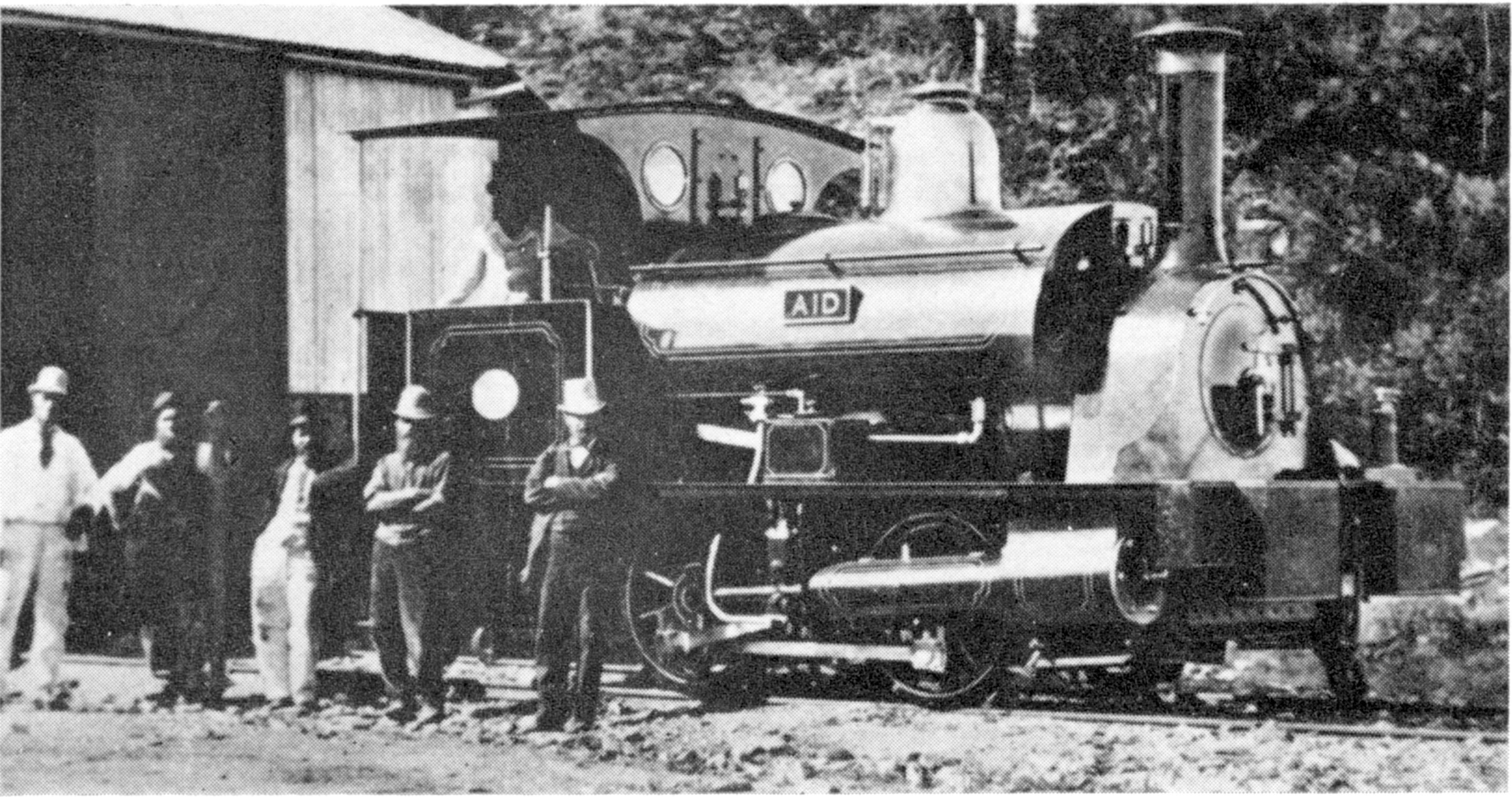
Locomotiva Aid della Cape Government Railways a Port Alfred

In campo tranviario Fox Walker fornì locomotive a vapore con caldaie orizzontali in diverse tipologie messe a punto negli anni 1877 e 1878 per diverse compagnie europee, fra cui sei unità a due assi (rodiggio B) nel 1877 alla Compagnie des Tramways Sud-Paris (linea Montparnasse-Valhubert), cui seguirono l'anno successivo altrettante macchine dal rodiggio 1B. Sei unità dal rodiggio B furono consegnate, ancora nel 1877, alla Compagnie des Tramways de Rouen e un'altra unità dal rodiggio B1 l'anno dopo.
Singole locomotive vennero consegnate alla tranvia Milano-Gorgonzola-Vaprio (unità battezzata "Vimercate"), alla Bristol Tramways Company (rodiggio B, anno 1877) e alla Wantage Tramway Company di Bristol (unità n. 6, rodiggio B, anno 1879).
Nove potenti locomotive 0-6-0 a cilindri interni furono fornite alla Somerset and Dorset Railway; le ultime costruzioni furono la serie di locomotive tranviarie classe SWTE consegnate nel 1879 e quattro motori ad alta pressione.

## Storia
Fondata da Francis William Fox e Edwin Walker, la Fox Fox Walker & Co. iniziò l'attività di costruzione di locomotive nel 1864 utilizzando il preesistente opificio Atlas Engine Works che sorgeva in località St. George, a Bristol posto in Deep Pit Road.
Fra le prime attività Fox Walker fu avviata la produzione di serbatoi di vapore ad uso industriale anche se poco è noto circa i primi dieci anni di produzione a causa della incompletezza dei documenti pervenuti.
Il boom delle ferrovie seguente al 1860 consentì alla Fox Walker un rapido sviluppo, concentrando la produzione sulla costruzione di locomotive standard, prevalentemente destinate a industrie e compagnie di costruzione sia nel mercato domestico che oltremare. Nella metà del decennio il 40% della produzione era orientato a ferrovie a scartamento ridotto in Europa e Sud America.
Tale business si esaurì nel decennio successivo, quando Fox Walker continuò tuttavia ad esportare i propri modelli, presenti sia all'esposizione di Vienna del 1873 sia a quella di Parigi del 1878. Il mercato era tuttavia ormai ridotto e dal 1875 furono tentati senza successo investimenti nella Handyside Steep Gradient Company Limited e nel settore dei tram a vapore. A partire dal 1878 il bilancio risultò in perdita, conducendo presto al ritiro dei due soci
Nel 1880 fu annunciato lo scioglimento della partnership tra i fondatori e l'anno successivo l'azienda venne rilevata da Thomas Peckett che la rinominò Peckett & Sons, proseguendo l'ormai consolidata produzione di locomotive con serbatoio sella, caratterizzate dal camino con la parte superiore di rame, dal duomo in ottone, dalle valvole di sicurezza a bilancia e dalla elegante cabina.